# Läufigkeit

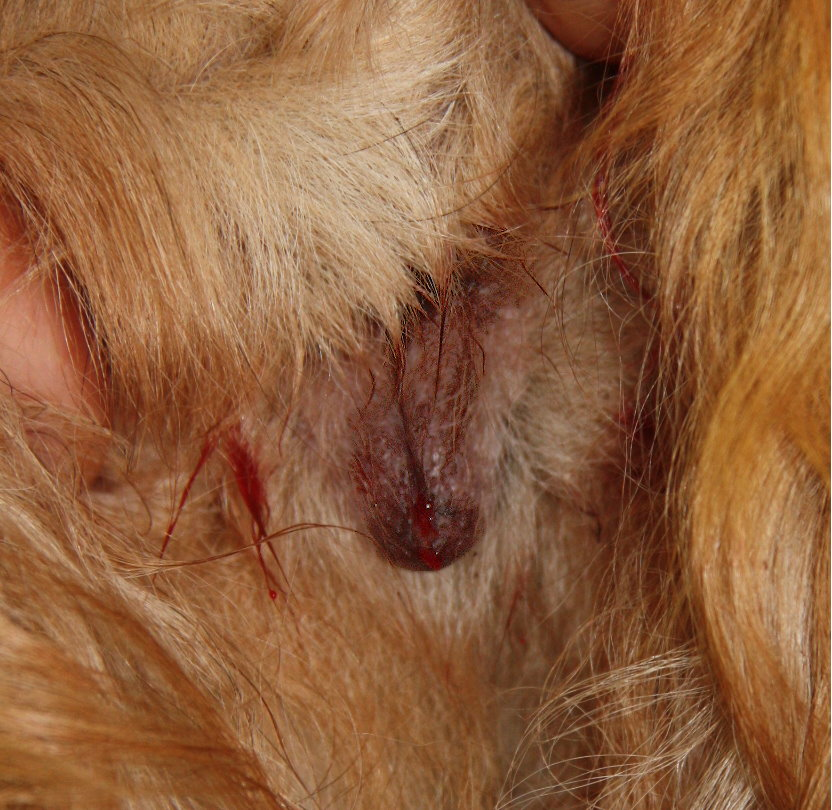
Vulva einer Hündin im Proöstrus, erkennbar am blutigen Scheidenausfluss

Als Läufigkeit oder Hitze der Hündin bezeichnet man in der Kynologie bestimmte Phasen des Sexualzyklus bei weiblichen Hunden. Der Begriff ist nicht eindeutig definiert. Er wird meist für die gesamte Dauer des mit Scheidenausfluss einhergehenden Abschnitts des Sexualzyklus verwendet (Proöstrus, Östrus und früher Metöstrus) oder nur für die Zeit des Proöstrus und Östrus im engeren Sinn oder aber für die fruchtbare Phase mit den Follikelsprüngen (Östrus), in der eine Hündin normalerweise paarungsbereit ist – die eigentliche Standhitze.

## Fortpflanzungsbiologie bei Hunden
Die Geschlechtsreife ist bei Haushunden variabel. Die erste Läufigkeit (Östrarche) kann bereits mit sechs Monaten auftreten, aber auch ein Eintrittsalter von zwei Jahren ist nicht ungewöhnlich und selten ein Krankheitszeichen.
Hunde sind asaisonal-diöstrische Tiere. Eine Jahreszeitabhängigkeit gibt es nicht. Das Läufigkeitsintervall beträgt sechs bis sieben Monate. Hündinnen kleiner Rassen können alle vier Monate läufig werden. Dingos und Basenji zeigen meist nur eine Läufigkeit pro Jahr.
Im Gegensatz zum Menschen gibt es bei Hunden keine Menopause.

## Ablauf der Läufigkeit

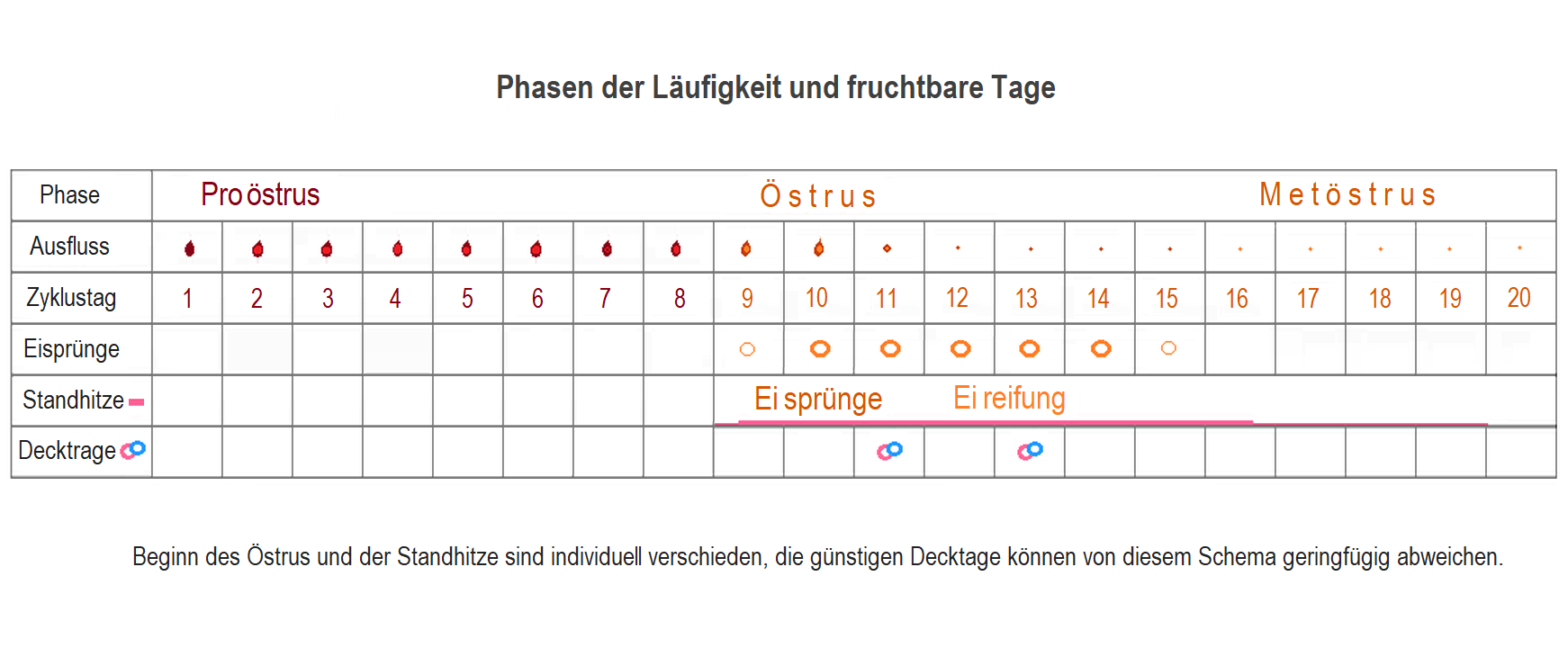
Phasen der Läufigkeit der Hündin und fruchtbare Tage. Wenn kein Nachwuchs gewünscht wird, müssen spätestens ab dem 7. Tag Rüden von der Hündin ferngehalten werden.

Bei der Hündin setzt in der Vorbrunst (Proöstrus) ein blutiger Scheidenausfluss ein. Die Vulva schwillt an, und das Epithel der Vaginalschleimhaut verdickt sich von 2 bis 3 auf 15 bis 20 Zelllagen und ist ödematisiert. In dieser Phase wird die Vaginalschleimhaut zunehmend blasser und ist faltig. Die Hündin ist im Proöstrus bereits attraktiv für Rüden, aber noch nicht deckbereit.
In der eigentlichen Brunstphase (Östrus) wird der Scheidenausfluss fleischwasserfarben (Abnahme des Gehalts an roten Blutkörperchen) und die Vulvaschwellung nimmt ab. Die Vaginalschleimhaut ist blass, pappig/klebrig und schollenartig gefurcht („Felderung“). In dieser Phase lässt sich die Hündin decken („Standhitze“). Hormonell ist diese Phase durch einen Abfall der Estradiol- und einen Anstieg der Progesteronkonzentration im Blutserum gekennzeichnet.
In der Nachbrunst (Metöstrus) nehmen Schwellung und Ausfluss deutlich ab. Der Ausfluss wird durch den hohen Gehalt an neutrophilen Granulozyten gelblich (leukozytäre Abräumphase). Im frühen Metöstrus kann die Hündin noch deckbereit sein.
Die Läufigkeitsdauer beträgt im Mittel 18 Tage, je 9 Tage für Proöstrus und Östrus. Sie ist aber individuell verschieden und bei einem Tier ab der zweiten Läufigkeit weitgehend konstant.

## Störungen der Läufigkeit

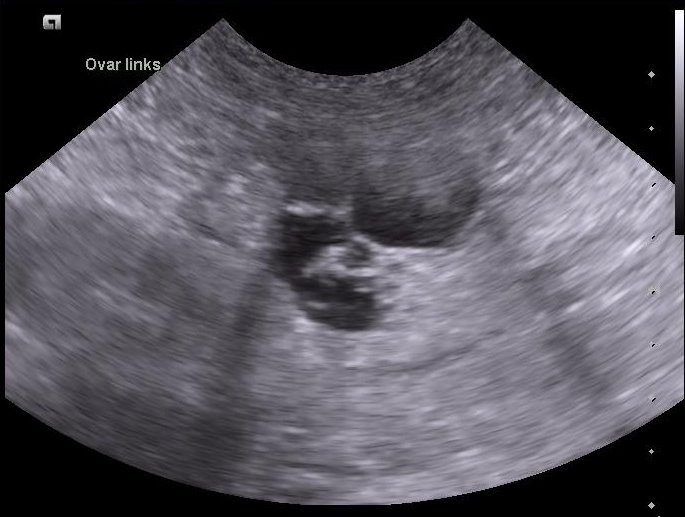
Ultraschall-Bild von Ovarialzysten einer Hündin

### Ausbleiben der Läufigkeit
Das Ausbleiben der ersten Läufigkeit (primäre Anöstrie) ist meist durch Störungen der Hormonkaskade Hypothalamus-Hypophyse-Keimdrüsen bedingt. Von den Chromosomenanomalien ist vor allem das XX-Reversal (ein X-Chromosom trägt Erbinformationen, die normalerweise auf dem Y-Chromosom lokalisiert sind) von Bedeutung. Hierbei treten Vermännlichung und Vergrößerung der Klitoris auf. Eine Rassehäufung ist für American Staffordshire Terrier, Beagle, Amerikanischer Cocker Spaniel, Deutsch Kurzhaar, Zwergpinscher und Norwegischer Elchhund beschrieben.
Das Ausbleiben der Läufigkeit im späteren Leben (sekundäre Anöstrie) kann durch Störungen der Eierstockfunktion verursacht sein, aber auch infolge anderer Grunderkrankungen auftreten. Bei der Schilddrüsenunterfunktion stimuliert der hohe Thyreoliberin-Spiegel die Prolaktinsekretion und dieses hemmt den neuen Zyklus. Zudem wird auch weniger Luteinisierendes Hormon (LH) gebildet. Bei der Nebennierenüberfunktion wird ebenfalls weniger LH ausgeschüttet. Wenn keine andere Grunderkrankung vorliegt, kann die Läufigkeit mit Cabergolin oder einem GnRH-Analogon ausgelöst werden.

### Verkürzung des Läufigkeitsintervalls
Eine Verkürzung des Läufigkeitsintervalls auf unter fünf Monate kann bereits physiologisch durch Kontakt mit einer anderen läufigen Hündin auftreten. Darüber hinaus kann eine Gelbkörperschwäche (Hypoluteinismus, Syn. Progesteroninsuffizienz) dafür verantwortlich sein. Diese kommt am häufigsten beim Deutschen Schäferhund, Rottweiler und Berner Sennenhund vor. Die Ursache ist nicht bekannt. Als Auslöser werden eine Progesteron-Antikörper im Sinne einer Autoimmunerkrankung, beim Deutschen Schäferhund auch ein Mangel an Prolaktin diskutiert, welches beim Hund einen Gelbkörper-erhaltenden (luteotropen) Effekt aufweist. Bei Bedeckung nach einem verkürzten Zyklus wird eine regelmäßige Kontrolle der Progesteron-Konzentration empfohlen, da die Hündinnen ohne Ersatz von Progesteron den Wurf häufig nicht austragen.

### Weiße Läufigkeit
Eine „weiße Läufigkeit“ oder „stille Hitze“ wird das Ausbleiben von Läufigkeitssymptomen trotz sich anbildender Follikel bezeichnet. Hier können Vaginalzytologie und Progesteronbestimmungen zur Bestimmung des Deckzeitpunktes genutzt werden.

### Verkürzte Läufigkeit
Dauern Proöstrus und Östrus weniger als zehn Tage, spricht man von einer verkürzten Läufigkeit. Der Eindruck einer kürzeren Läufigkeit kann einerseits lediglich in einem Übersehen der ersten Läufigkeitssymptome begründet sein. Andererseits kann aber eine tatsächlich verkürzte Läufigkeit auf eine verringerte Östrogenausschüttung oder eine verminderte Ansprechbarkeit der Östrogenrezeptoren hinweisen.

### Verlängerte Läufigkeit
Eine verlängerte Läufigkeit (> 28 Tage) kann sich verschieden äußern:
- Verlängerter Proöstrus: Hierbei besteht blutiger Ausfluss über mehr als drei Wochen, ohne dass die Hündin deckbereit ist. Er ist zumeist Folge einer Störung der Sekretion gonatotroper Hormone (Gonadoliberin, FSH, LH).
- Verlängerter Östrus: Die Deckbereitschaft ist länger als drei Wochen. Ursache ist zumeist das Ausbleiben des Follikelsprungs einzelner Ovarialfollikel. Durch die hormonellen Imbalancen entwickelt sich häufig eine Glandulär-zystische Hyperplasie des Endometriums, unter Umständen auch eine Pyometra.
- Split-Östrus: Hierbei besteht nach Einsetzen des Proöstrus mit Ausfluss keine Attraktivität für Rüden. Der eigentliche Östrus folgt erst einige Tage bis Wochen später. Bezogen auf den Sexualzyklus liegt ein doppelter Proöstrus vor, bei dem der erste nicht in einen Östrus mündet. Ein Split-Östrus tritt vor allem bei jungen Hündinnen auf.

Infolge der östrogenbedingten Ödematisierung kann es in der Läufigkeit zu einem Scheidenvorfall (Läufigkeitsprolaps) kommen. Bei einer verlängerten Läufigkeit empfiehlt sich der Erstellung eines Differentialblutbildes, da erhöhte Östrogenspiegel (Hyperöstrogenismus) aufgrund ihres negativen Einflusses auf das Knochenmark eine Hemmung der Blutbildung, zu Beginn vor allem eine Thrombozytopenie verursachen. Zudem sind eine Vaginalzytologie und eine Sonografie der Eierstöcke zur Abklärung von Ovarialzysten und -tumoren angezeigt.